# Whangamomona (rivière)
La rivière Whangamomona (en anglais : Whangamomona River            ) est un cours d’eau de la région de Manawatu-Wanganui dans l’Île du Nord de la Nouvelle-Zélande.

## Géographie
Elle s’écoule généralement vers le sud-est à partir de sa source près de la ville de Whangamomona avant de tourner vers l’est pour atteindre le fleuve Whanganui.